# Richard Foronjy
Richard Foronjy (Brooklyn, 3 de agosto de 1937 - 19 de mayo de 2024) fue un actor de cine y televisión estadounidense. Quizás sea mejor conocido por interpretar al mafioso Tony Darvo en la película Midnight Run de 1988 y al mafioso Peter Amadesso en la película Carlito's Way de 1993.

## Biografía
Escribió y publicó un libro llamado "From The Mob To The Movies" el 8 de octubre de 2020. En 2023, se jubiló y residía en el área de Hudson Valley en Nueva York.
Falleció el 19 de mayo de 2024 a la edad de 86 años.

## Filmografía parcial
- Serpico (1973) - Corsaro
- The Gambler (1974) - Donny
- Fun with Dick and Jane (1977) - Hombre del paisaje
- The One Man Jury (1978) - Al
- The Fish That Saved Pittsburgh (1979) - Mike
- The Jerk (1979) - Con Man
- El príncipe de la ciudad (1981) - Detective Joe Marinaro
- Confesiones verdaderas (1981) - Conductor de ambulancia
- Gangster Wars (1981) - Guardaespaldas de Umberto Joe The Boss
- Repo Man (1984) - Plettschner
- Érase una vez en América (1984) - Oficial Whitey
- City Heat (1984) - Jugador de poker
- Odd Jobs (1986) - Mannu
- The Check Is in the Mail... (1986) - Tony
- The Morning After (1986) - Sargento Greenbaum
- The Galucci Brothers (1987) - Galucci Brother
- Midnight Run (1988) - Tony Darvo[6]
- Ghostbusters II (1989) - Con Ed Supervisor
- Oscar (1991) - Knucky
- Fatal Instinct (1992) - Cy Tarr
- The Public Eye (1992) - Frank Farinelli
- DaVinci's War (1993) - Hamlet
- Carlito's Way (1993) - Pete Amadesso
- Man of the House (1995) - Murray
- Recoil (1998) - Vincent Sloan
- Hoods (1998) - Tony
- Evasive Action (1998) - Vince